# Far Cry 3: Blood Dragon
Far Cry 3: Blood Dragon ist ein Ego-Shooter für Windows, PlayStation 3 und Xbox 360. Das Computerspiel ist ein Standalone-Add-on des Ego-Shooters Far Cry 3, welches von Ubisoft Montreal entwickelt wurde und am 1. Mai 2013 als Teil der Far-Cry-Spielreihe erschien.

## Beschreibung
Far Cry 3: Blood Dragon ist in einem neon-poppigen retrofuturistischen Stil gehalten, der an Science-Fiction-Medien der 1980er-Jahre angelehnt ist. Die Charaktere, Handlung, Gewaltdarstellung und Zwischensequenzen im Stil zeitgenössischer Zeichentrickfilme und Spielzeugwerbung sind stilistisch stark überzeichnet, selbstironisch und enthalten sowohl viel schwarzen Humor als auch viele Referenzen zu Action- und Science-Fiction-Filmen der 1980er, wie beispielsweise Terminator und Predator.
Das Spiel hat keinerlei inhaltlichen Bezug zu Far Cry 3, sondern stellt ein eigenständiges Spiel dar.

## Handlung
Die Handlung spielt in einer dystopischen Alternativweltgeschichte im Jahr 2007, nach einem verheerenden Atomkrieg zwischen Ost- und Westblock in den 1990er-Jahren. Der Spieler steuert einen Mark-IV-Cyber-Commando-Cyborg namens Rex „Power“ Colt (in der Originalfassung synchronisiert von Michael Biehn, in der deutschen Fassung von Norman Matt) der US Army, der die feindliche Cyborg-Armee Omega Force unter dem desertierten gewordenen Colonel Sloan auf einer entlegenen Insel bekämpft, die vor Blood Dragons und Mutanten wimmelt.

## Entwicklung
Die Spielwelt verwendet die topografischen Daten der Südinsel des Hauptspiels wieder. Die Box-Art wurde von James White entworfen, welcher bereits das Artwork für den Film Drive konzipierte. Die Trailer zum Spiel wurden als VHS-Aufnahmen stilisiert. Auch der Webauftritt ist im Retrostil gehalten und zeigt unter anderem in ihrem „Shop“ vermeintliche Merchandise-Artikel.
Den Soundtrack zum Spiel steuerte die elektronische Band Power Glove aus Australien bei. Dieser wurde zum Teil auf SoundCloud veröffentlicht.

### Weitere Veröffentlichungen
Mit Trials of the Blood Dragon erschien 2016 ein Crossover-Spin-off von Far Cry 3: Blood Dragon und der Trials-Motorradrennen-Spielereihe von RedLynx. Es spielt im Jahr 2019. Die Kinder von Rex „Power“ Colt, Roxanne und Slayter, ziehen bewaffnet auf Motorrädern in den vierten Vietnamkrieg, um die Welt zu retten.
2018 erschien ein Remaster für die Playstation 4.
2023 erschien die sechsteilige Animationsserie Captain Laserhawk: A Blood Dragon Remix, welche den Versuch des Protagonisten Dolph Laserhawk zeigt, in einer fiktiven Version des Jahres 1992 im Land Eden (ein Nachfolgestaat der Vereinigten Staaten von Amerika) gegen Korruption und Propaganda zu kämpfen.
Mitte 2024 wurde eine Sammleredition des Spiels veröffentlicht, welche neben einem Datenträger, Handbuch und Poster auch diverse Actionfiguren, Sticker und ein Diorama enthielt.

### Anspielungen in anderen Titeln der Reihe
- In einer Videosequenz in Far Cry 3 wird in einem Dialog auf eine Insel angespielt, welche von Dinosauriern bevölkert ist.
- Im 2016 erschienenen Spiel Far Cry Primal ist als Easter Egg in einer Höhle ein Skelett und die Eier eines Blood Dragons zu sehen.
- In Far Cry 5 gibt es einen kurzen Strang Nebenmissionen, in der ein Amateur-Regisseur einen Film über Far Cry 3: Blood Dragon dreht.

## Synchronisation
Die deutsche Vertonung entstand bei der mouse-power GmbH und wurde bei der Das Hörspielstudio GmbH in Berlin aufgenommen. Insgesamt kamen 11 verschiedene Synchronsprecher zum Einsatz.
Die Hauptrolle des Sergeant Rex „Power“ Colt wird in der englischen Fassung von Michael Biehn gesprochen, der international durch seine Rolle als Kyle Reese in dem Science-Fiction-Film Terminator und als Corporal Dwayne Hicks in Aliens – Die Rückkehr bekannt geworden ist. In der deutschen Fassung leiht ihm Norman Matt seine Stimme, der besondere Bekanntheit als Synchronsprecher von Cillian Murphy und dem Protagonisten Guybrush Threepwood in der Monkey-Island-Reihe erreichte.
| Rolle                          | Englischer Sprecher | Deutscher Sprecher | Rolle im Spiel                                               |
| ------------------------------ | ------------------- | ------------------ | ------------------------------------------------------------ |
| Sergeant Rex „Power“ Colt      | Michael Biehn       | Norman Matt        | Protagonist, Mark-IV-Cyber-Cyborg                            |
| Lieutenant T.T. „Spider“ Brown | Phil LaMarr         | Matti Klemm        | Bester Freund von Rex, Mark IV-Cyber-Commando                |
| Colonel Ike Sloan              | Danny Blanco-Hall   | Tilo Schmitz       | Antagonist, Kriegsveteran und Anführer der Omega Force       |
| Dr. Elizabeth Veronica Darling | Grey DeLisle        | Ranja Bonalana     | Wissenschaftlerin, Begleiterin und Geliebte von Rex          |
| Dr. Carlyle                    | Robin Atkin Downes  | Christoph Banken   | Sekundärer Antagonist und Wissenschaftler                    |
| HUD                            | Jennifer Seguin     | Heike Hagen        | Internes System, gibt dem Spieler Anweisungen und Tutorials  |
| Erzähler                       | Vlasta Vrana        | Jürgen Kluckert    | Erzähler, welcher zu Beginn kurz die Vorgeschichte erläutert |

## Rezeption
Das Spiel wurde wohlwollend aufgenommen, auch weil der geringe Umfang und der alberne Stil bereits im Voraus kommuniziert wurden.
Mechanisch handelte es sich um einen in jeder Hinsicht reduzierten Wiederaufguss des Hauptspiels, der aufgrund der überdrehten Handlung und des Stils jedoch Spaß mache. Trotz der kurzen Spieldauer von nur 4 bis 5 Stunden, fiel die Eintönigkeit der Spielwelt, der Missionen und der Gegnertypen negativ auf. Auch der Soundtrack und die schlagfertigen Kommentare des Protagonisten wurden positiv aufgenommen, seien jedoch nur in der englischen Fassung wirklich unterhaltsam. Als kompakte Adaption des Actionkinos der 1980er-Jahre erfülle es seinen Zweck hervorragend.
Schon zwei Monate nach dem Release des Spiels verkündete der CEO von Ubisoft, Yves Guillemot, dass sich das Spiel mehr als 500.000-mal verkaufte. Eine genaue Aufteilung der Umsätze für PC, Xbox 360 oder PlayStation 3 wurden nicht bekannt gegeben, aber dass im Zuge des Erfolges des Add-Ons auch die Absätze von Far Cry 3 anstiegen.
Auszeichnungen
Blood Dragon wurde bei den Spike Video Game Awards 2013 als „bester DLC“ ausgezeichnet.